# Shuadit
El shuadit o judeoprovenzal (también denominado chouhadite, chouhadit, chouadite, chouadit) es una lengua judeorromance extinta del sur de Francia. Se han encontrado documentos del siglo XI en Francia, y después de sufrir caídas drásticas que comienzan con la persecución de la Inquisición en Francia, finalmente se extinguió con la muerte de su último hablante, Armand Lunel, en 1977. Se considera un dialecto del occitano.

## Historia
El desarrollo y la edad de nacimiento del shuadit no está claro para los historiadores. El latín, como el idioma de comercio y la administración del Imperio romano, se extendió en la región tras la conquista de Galia Transalpina por Julio César, completada en el año 50 d. C. Hay, sin embargo, pocas evidencias sobre si el Shuadit se desarrolló mediante la adopción y la alteración del latín por la comunidad judía local, o si desciende del idioma mucho anterior a éste, el judeolatín. Otra posibilidad es que el lenguaje evolucionase como resultado de la influencia de la escuela de Narbona (Narbonne).

## Diferencias
El shuadit muestra una serie de características fonológicas que hacen única esta lengua entre otros idiomas judíos. El nombre de Shuadit significa literalmente 'judío' y es la pronunciación en judeoccitano de la palabra hebrea Yehudit. Ocurrió porque la /j/ inicial pasa a ser /ʃ/, y la /h/ es a menudo omitida entre vocales, de modo Yehudit > Shehudit > Sheudit > Shuadit.
En palabras heredadas del hebreo y arameo, las cartas samekh, sin y thav son todas pronunciadas /f/, como la palabra "fe". La conjetura es que dos fonemas /s/ se unen en un único fonema /θ/, y luego deriva al fonema /f/. Esta observación da validez a la teoría de que el shuadit es una derivación de un idioma mucho más antiguo La'az, más que una lengua independiente surgida en el sur de Francia.
En palabras derivadas del latín, existe una tendencia a diptongar /l/ y /ʎ/a /j/. Además, los fonemas /ʒ/ʃ/, así como /dʒ/tʃ/, se reducen a un único fonema /ʃ/. Ejemplos del provenzal al shuadit: Plus, filho, juge > pyus, feyo, šuše.

## Declive
En 1498, los judíos fueron expulsados del sur de Francia. Aunque la comunidad no fue totalmente expulsada hasta 1501, gran parte de ella se dispersó por otras regiones, especialmente Génova y varias zonas de Alemania. Pese al decreto de expulsión, el Condado Venaissin estuvo bajo el control directo del papa, y una pequeña comunidad judía siguió viviendo allí en relativo aislamiento. 
A raíz de la Revolución francesa, cuando a los judíos que habitaban estas zonas se les permitió vivir legalmente en Francia, como ciudadanos de pleno derecho, el uso del shuadit decreció rápidamente, hasta su completa extinción debido a la muerte de su último hablante, Armand Lunel, en 1977.